# Causse Méjean
Causse Méjean je vápencová náhorní plošina nalézající se na jihu Francie. Jedná se o největší a nejvyšší náhorní plošinu v pohoří Massif Central. Nadmořská výška této náhorní plošiny je v rozmezí 800–1247 m nad mořem, rozloha činí 340 kilometrů čtverečních. Na celé náhorní plošině žije asi 450 obyvatel, z čehož plyne velmi nízká hustota osídlení.
Causse Méjean je ohraničena na severu a západě téměř 500 metrů hlubokým údolím Gorges du Tarn, na jihu údolím Gorges de la Jonte vytvořeném řekou Jonte, která vtéká u obce Peyreleau do Tarnu, a na východě údolím Tarnonu, dalšího přítoku řeky Tarn (do které ústí u města Florac). Na severozápadě sousedí s Causse de Sauveterre, na jihozápadě s Causse Noir a na jihu a východě s pohořím Cevennes. Největší část Causse Mejean leží v národním parku Cévennes, ale nejsou geograficky ani geologicky součástí pohoří Cévennes.
Západní polovina Causse Mejean je více zalesněná a  poněkud nižší, východní polovina je jen mírně zalesněná, s nejvyšším bodem ve výši 1247 m nad mořem.
V srpnu 2003 vypukl na Causse Mejean velký lesní požár.

## Zajímavosti
- Jeskyně Aven Armand
- Jeskyně a poustevna Saint Pons
- Chaos Nîmes-le-Vieux, bizarní skalní město
- Od roku 1981 opět znovuvysazení supů bělohlavých - vyhlídková plošina leží na silnici z Peyreleau do Meyrueis
- Koně Převalského u samoty Villaret nedaleko od obce Hures la Parade. (koně jsou znovu vysazováni v Mongolsku od roku 2004)
- Skalní brány u obce St. Pierre des Tripiers
- Skalní vázy nad údolím Jonte - La Vase de Sevres a La Vase Chinese
- Menhiry ve Costeguison
- Dolmeny a  Tumuly např. u Aven Armand a nedaleko od ruin La Bastide
- Prahistorické kamenné zdi u Drigas
- Staré kamenné kříže v La Retournade a u le Buffre
- Kaple St. Come v Mas St. Chely a St. Gervaise v Douzes
- Mlékárna v Hielzas

## Galerie

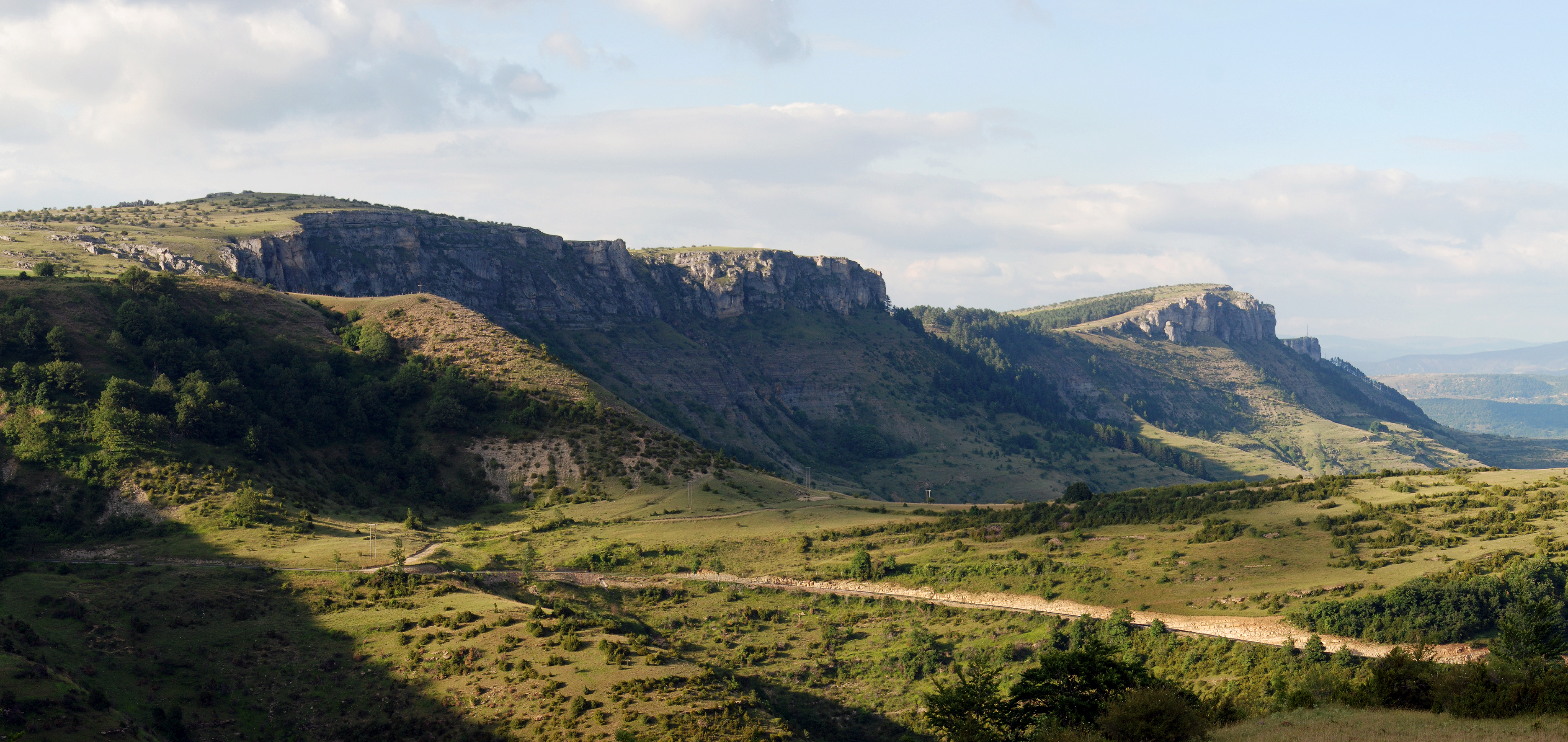
pohled od Col de Perjuret na jižní okraj Causse Méjean
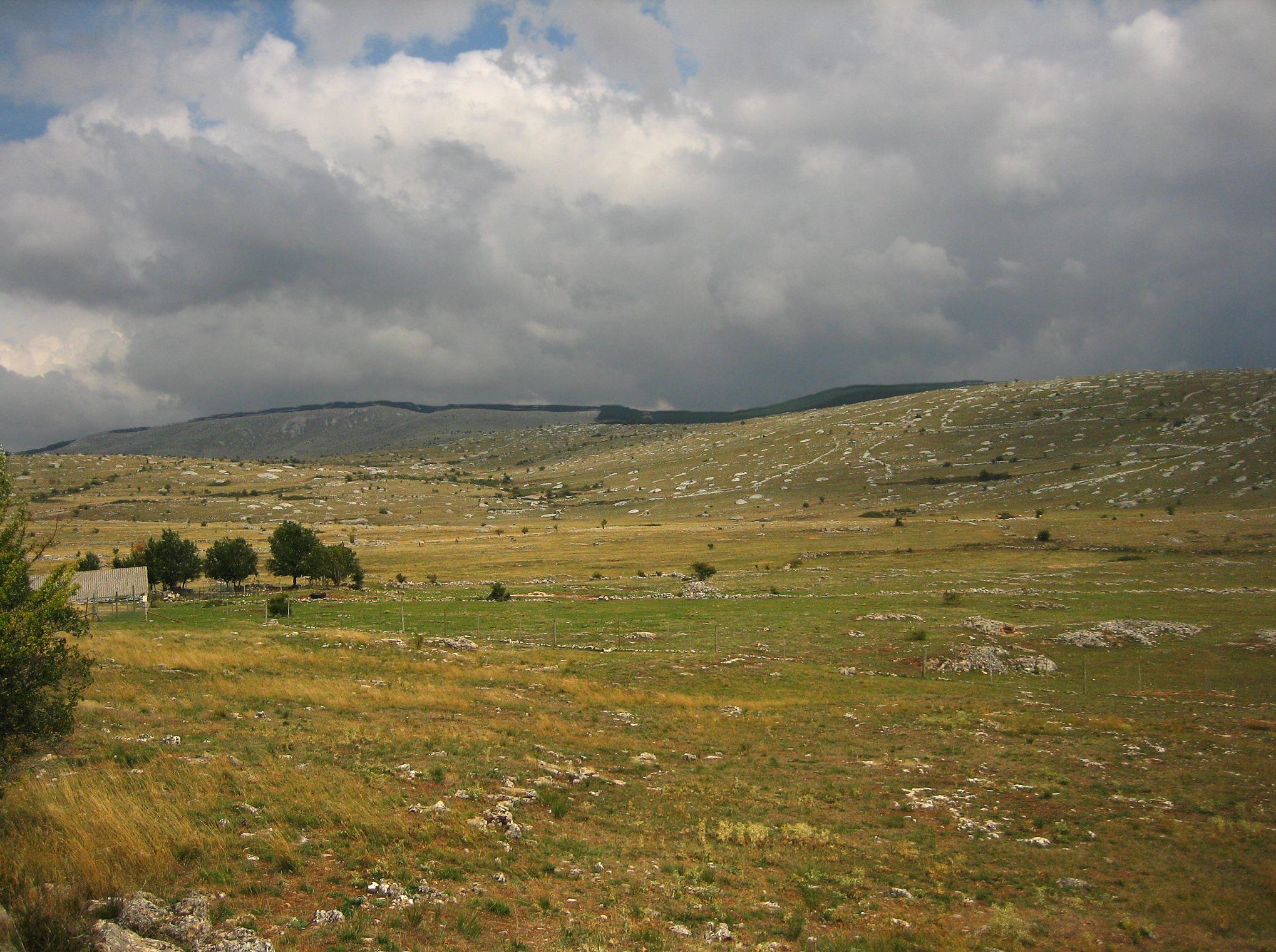
krajina Causse Méjean
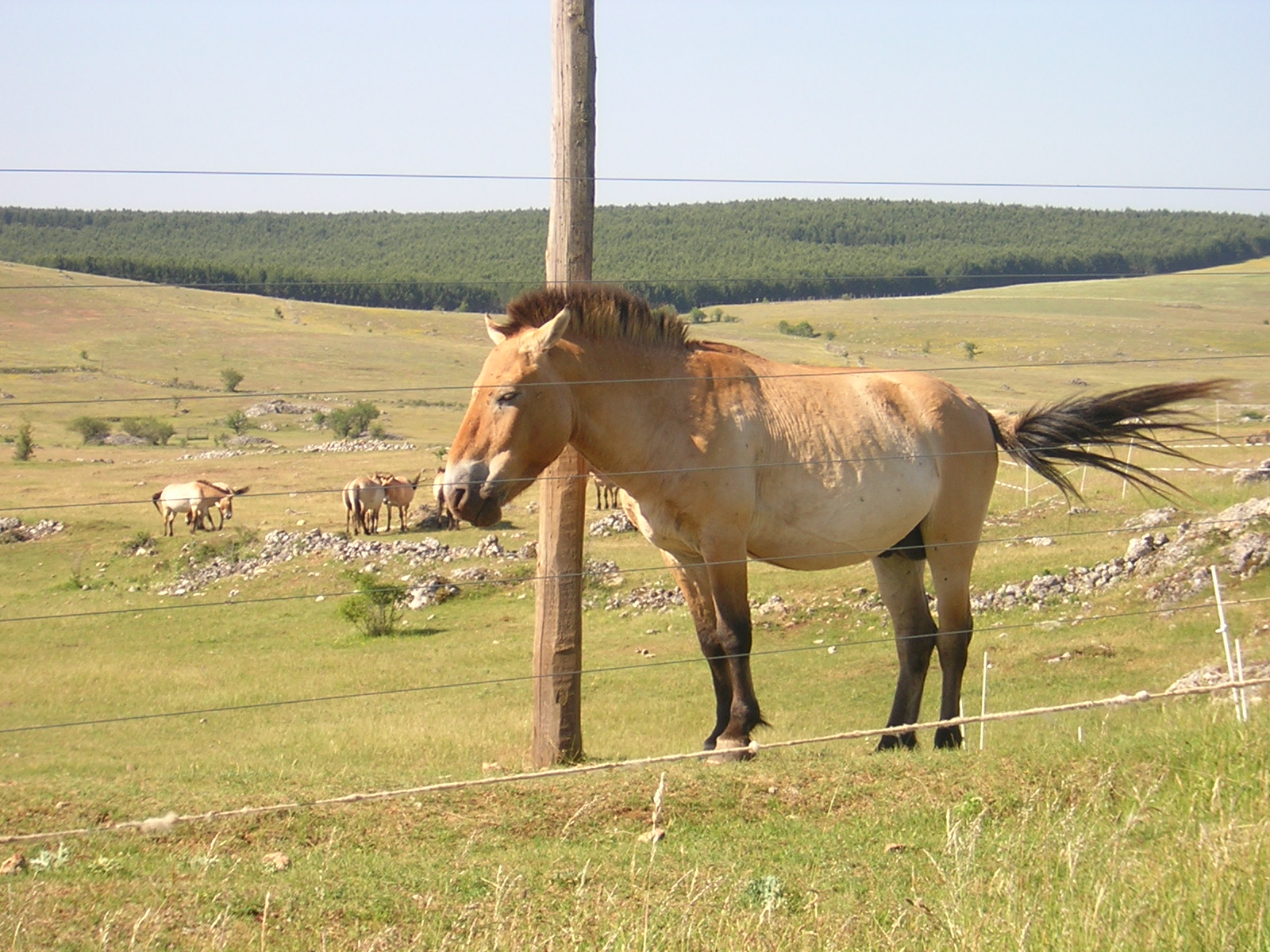
koně Převalského na Causse Méjean
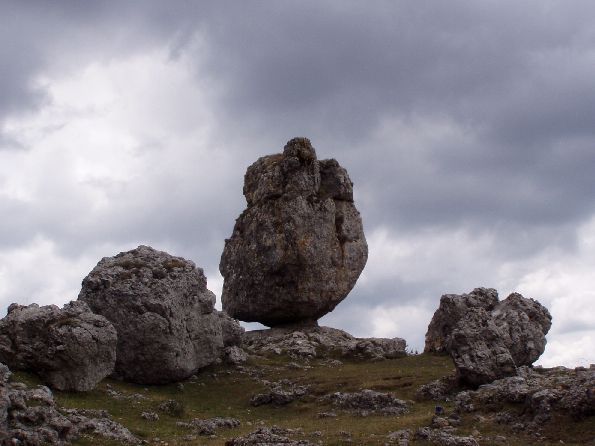
Chaos de Nîmes le Vieux
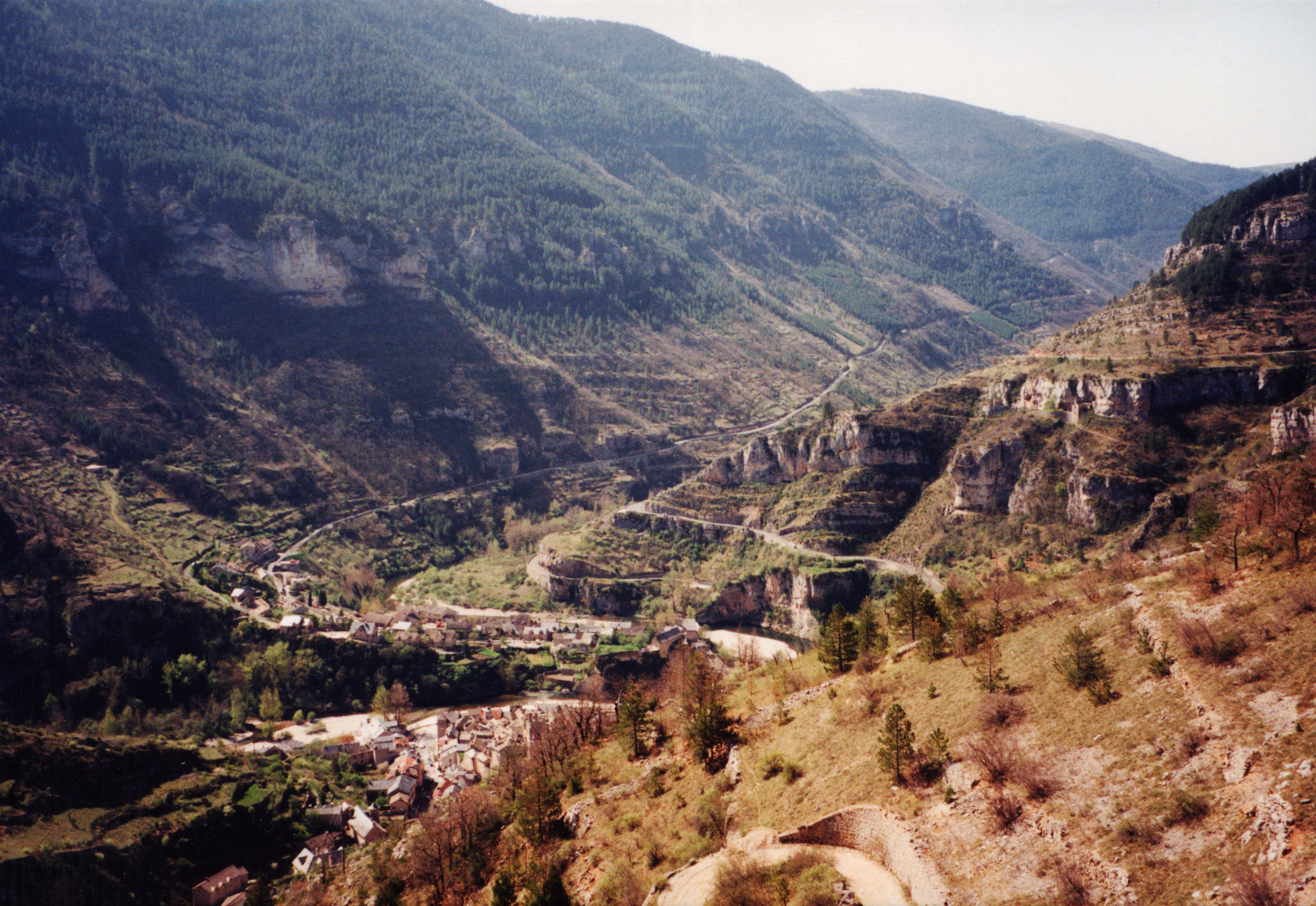
severní okraj Causse Méjean u Sainte-Enimie